# Вілсон (Техас)
Вілсон (англ. Wilson) — місто (англ. city) в США, в окрузі Лінн штату Техас. Населення — 434 особи (2020).

## Географія
Вілсон розташований за координатами 33°19′10″ пн. ш. 101°43′39″ зх. д. / 33.31944° пн. ш. 101.72750° зх. д. (33.319340, -101.727499).  За даними Бюро перепису населення США в 2010 році місто мало площу 1,67 км², уся площа — суходіл.

## Демографія
Згідно з переписом 2010 року, у місті мешкало 489 осіб у 172 домогосподарствах у складі 125 родин. Густота населення становила 292 особи/км².  Було 197 помешкань (118/км²).
Расовий склад населення:
| - 72,0 % — білих - 2,2 % — корінних американців - 0,6 % — чорних або афроамериканців - 23,5 % — осіб інших рас |

До двох чи більше рас належало 1,6 %. Частка іспаномовних становила 57,3 % від усіх жителів.
За віковим діапазоном населення розподілялося таким чином: 27,6 % — особи молодші 18 років, 60,1 % — особи у віці 18—64 років, 12,3 % — особи у віці 65 років та старші. Медіана віку мешканця становила 35,9 року. На 100 осіб жіночої статі у місті припадало 117,3 чоловіків;  на 100 жінок у віці від 18 років та старших — 117,2 чоловіків також старших 18 років.
Середній дохід на одне домашнє господарство  становив 44 590 доларів США (медіана — 36 354), а середній дохід на одну сім'ю — 47 347 доларів (медіана — 40 662). Медіана доходів становила 32 250 доларів для чоловіків та 16 607 доларів для жінок. За межею бідності перебувало 31,9 % осіб, у тому числі 53,0 % дітей у віці до 18 років та 20,6 % осіб у віці 65 років та старших.
Цивільне працевлаштоване населення становило 202 особи. Основні галузі зайнятості: освіта, охорона здоров'я та соціальна допомога — 34,7 %, сільське господарство, лісництво, риболовля — 23,3 %, роздрібна торгівля — 13,4 %, будівництво — 5,9 %.